# Wyskok (województwo dolnośląskie)
Wyskok (niem. Hohberg) – wieś w Polsce położona w województwie dolnośląskim, w powiecie złotoryjskim, w gminie Złotoryja.

## Podział administracyjny
W latach 1975–1998 miejscowość należała administracyjnie do województwa legnickiego.

## Historia
Jeśli chodzi o nazwę miejscowości, to w dokumentach możemy znaleźć praktycznie trzy nazwy: Hoberg (Hohberg), Górna Złotoryja i Wyskok. Nazwa Wyskok została nadana w latach 60. XX wieku. W historii zarządcami Wyskoku były rody śląskie Hohbergów i Sagasserów. Przed II wojną światową Wyskok był protestancki i należał do gminy wyznaniowej w Złotoryi. Właściciele Wyskoku ufundowali emporę (empora Hohbergów) w kościele Najświętszej Marii Panny w Złotoryi. Wieś administracyjnie należała wówczas do złotoryjskich folwarków - tzw. Goldberger Vorwerke.

## Zabytki
Przy drodze Złotoryja Wyskok stoi pomnik odlany z betonu, który upamiętnia bitwę o Złotoryję (23 sierpnia 1813). Pomnik powstał w 1913 roku w 100-lecie bitwy o Złotoryję i bitwy nad Kaczawą (26 sierpnia 1813). Zwieńczenie pomnika stanowi żelazny krzyż wojskowy.
Przy drodze do Wyskoku, jadąc od strony Złotoryi rośnie dąb, posadzony tu na pamiątkę walk na polach Wyskoku, podczas bitwy o Złotoryję (23 sierpnia 1813). Dąb liczy sobie 127 lat.
We wsi znajdują się także cztery obiekty o walorach kulturowych, w tym najstarszy dom pochodzący z 1776 roku. W pozostałościach parku, w którym stała kiedyś Villa Scheuermanna, obecnie są tylko ruiny zabudowań gospodarczych. W centrum wsi znajduje się kapliczka, na której widnieje napis: Kaplica Matki Boskiej Niepokalanej wzniesiona przez ojców naszych w 1947 r. Odnowiona w drugim roku Trzeciego Tysiąclecia przez ich synów dla upamiętnienia wielkiego jubileuszu 2000, IX Pielgrzymki Ojca Świętego Jana Pawła II do Ojczyzny i 55-ej rocznicy jej budowy.

## Legenda
W wieczornej ciszy, na łące między Wyskokiem a Pyskowicami, jeszcze dziś można usłyszeć jęki i wołania o pomoc. Tak kończy się legenda o złoczyńcach, którzy razem ze swoimi ofiarami i zrabowanym majątkiem utonęli w głębokiej wyrwie z wodą, jaka powstała na biegnącej tam przed wiekami drodze.

## Ludność
Wyskok liczy obecnie (III 2011 r.) 56 mieszkańców, z czego większość stanowią potomkowie osadników przybyłych po wojnie. Wieś jest najmniejszą miejscowością gminy Złotoryja. Wielu mieszkańców jest ze sobą spokrewnionych, posiada to samo nazwisko, a przez obcych odróżniani są po imieniu, a nawet po imieniu ojca i numerze domu.

## Położenie
Wieś leży 2 km od Złotoryi. Ze względu na swoje położenie posiada widoki na Góry Kaczawskie oraz Karkonosze (przy dobrej widoczności widoczna jest Śnieżka).